# Португалистика
Португали́стика — междисциплинарная область знаний, предметом которой является изучение различных аспектов португальского языка, а также истории и культуры португалоязычных стран.
Систематическое изучение этих аспектов существует в различных странах мира, но широта и глубина охвата могут сильно отличаться в зависимости от академических традиций конкретного центра. Многие академические и научно-исследовательские программы поддерживаются португальским Институтом Камоэнса.

Португальский язык в мире:
Родной/основной язык
Официальный язык/язык административного производства
Второй язык/язык межкультурного взаимодействия
Португалоязычные меньшинства
Креольские языки на португальской основе

## Россия
Современная португалистика в России существует с начала 1960-х годов. Основными центрами являются Санкт-Петербург и Москва.

## Америка
Одним из старейших центров изучения и преподавания португальского языка на университетском уровне за пределами португалоязычного мира является Университет Торонто в Канаде. Здесь преподавание ведётся с 1947 года. В 2008 году преподавание португальского языка было начато ещё в одном университете в Торонто — в Йоркском университете.
В США в 1970 году был создан Brown Bilingual Institute, в котором готовили преподавателей португальского для средней школы. Ещё один центр подготовки преподавателей был открыт в 1975 году в Дартмуте (University of Massachusetts Dartmouth). Позже, в 1996 году, в этом же университете был создан Центр португальского языка и культуры, а в 2000 году открыто португальское отделение.
С 2015 года при поддержке португало-американского фонда развития (порт. Fundação Luso-Americana para o Desenvolvimento) начато обучение португальскому языку по программе бакалавриата в университете Massachusetts Lowell. В 2018 году в университете в Беркли при поддержке фонда Калуста Гулбенкяна (Fundação Calouste Gulbenkian) начато преподавание европейского варианта португальского языка.

## Азия
Одним из тех, кто способствовал установлению тесных культурных связей между Португалией и Китаем, был португальский иезуит Томаш Перейра (порт. Tomás Pereira, 1645—1708). В 2015 году посольство Португалии в Китае учредило премию имени Томаша Перейры, которую ежегодно вручает в день его рождения, 1 ноября, лучшим студентам, изучающим португальский.
Португальский язык изучается в нескольких центрах в континентальном Китае и в Макао. Среди них: Университет связи (англ. Communication University of China, CUC), Университет Jiao-tong (англ. Beijing Jiaotong University, BJU), Университет международных исследований (англ. Beijing Foreign Studies University, BFSU), Университет языка и культуры (англ. Beijing Language and Culture University, BLCU) в Пекине, Шанхайский университет иностранных языков (SISU) и Политехнический институт (порт. Instituto Politécnico de Macau, IPM) в Макао.
Обмен студентами поддерживается по программам Института Конфуция, китайские студенты имеют возможность изучать португальский язык в течение семестра или всего учебного года в Португалии в Лиссабонском и Коимбрском университетах, а также в Университете Минью и Политехническом институте Лейрии (порт. Instituto Politécnico de Leiria) и в Бразилии в Федеральном университете Риу-Гранди-ду-Сул (порт. Universidade Federal do Rio Grande do Sul).
CUC был первым китайским университетом, начавшим преподавание португальского языка в 1960 году. Однако с началом культурной революции (1966) приём студентов был прекращён, и подготовка специалистов по португальскому языку как основной специальности на факультете литературы и права возобновилась только в 2000 году. В BFSU преподавание португальского началось в 1961 году.
В Японии португальский язык изучается в университете Sophia в Токио (бразильский вариант).

## Европа
Начало систематическому изучению португальского языка в Болгарии было положено Е. М. Вольф в 1975 году. Основной центр изучения — Софийский университет. Португальский язык изучается по программе бакалавриата на факультете классической и новой филологии.
В Чехии с 1982 года ведётся преподавание португальского языка в университете в Брно. В настоящее время читается трёхгодичный курс по португальскому языку и литературе по программе бакалавриата.